# Björn Kurtén
Björn Olof Lennartson Kurtén (Vaasa, 19 de novembre del 1924 — Hèlsinki, 28 de desembre del 1988) fou un paleontòleg dels vertebrats i escriptor finlandès conegut per les seves obres de divulgació científica.
Pertanyia a la minoria sueca de Finlàndia. El 1953 es doctorà amb una tesi sobre la dinàmica de poblacions de mamífers recents i fòssils. El 1955 començà a treballar com a docent a la Universitat de Hèlsinki, on més tard exerciria el càrrec de professor des del 1972 fins a la seva mort el 1988. A més a més, fou investigador visitant a la Universitat de Florida i la Universitat Harvard (1971).
La seva especialitat eren els mamífers fòssils (particularment els ossos) i dugué a terme excavacions en països com ara Suècia, Tunísia i Espanya. Era conegut per les seves obres de divulgació científica, que el 1988 li valgueren el Premi Kalinga de la UNESCO, entre altres reconeixements. A banda d'això, escrigué llibres de ciència-ficció paleontològica, gènere que anomenà «paleoficció» (com ara Den svarta tigern, una novel·la sobre la interacció entre els neandertals i els homes de Cromanyó), A la dècada del 1980 presentà una sèrie de televisió escandinava sobre l'època glacial.
Així mateix, publicà una cinquantena d'articles científics. Col·laborà amb el paleontòleg català Miquel Crusafont i Pairó.